# Olinalá (artesanía)

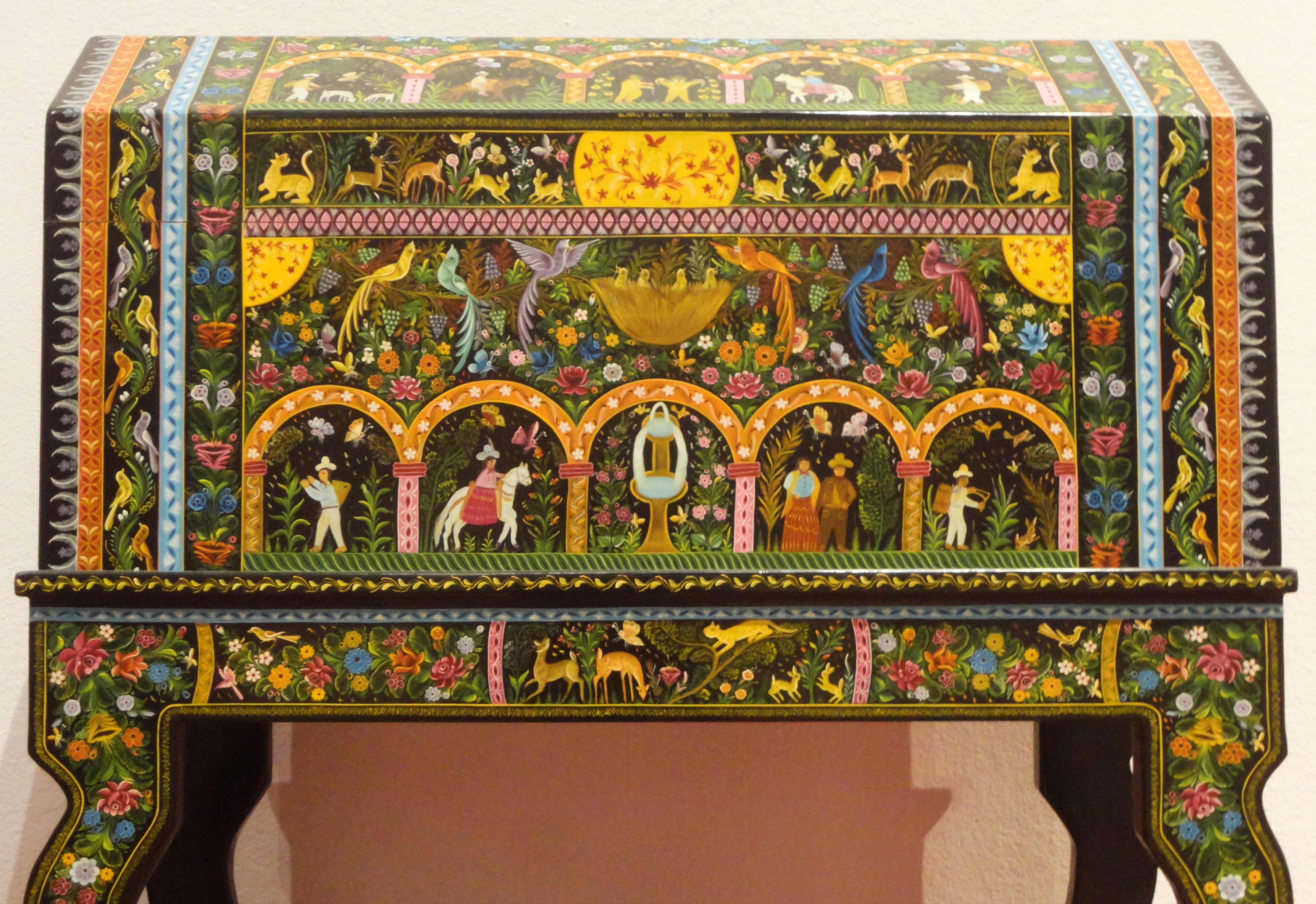
Olinalá aplicada a un baúl de madera

El olinalá es una técnica de laqueado originaria de Olinalá, Guerrero, México. Para fabricar objetos con olinalá, es muy apreciada la madera aromática extraída del árbol del lináloe (Bursera linanoe) que crece de manera natural en la región. El arte del olinalá está muy asociado a las comunidades indígenas de la zona, principalmente de habla náhuatl y tlapaneca.
Aunque el producto más popular son las cajas y baúles de olinalá, esta técnica artesanal se puede aplicar también a bandejas y charolas, fruteros, relicarios, alhajeros y joyeros, biombos, cabeceros para la cama, asientos, marcos para espejos y cuadros, atriles, paneras, tecomates, etc.
Es una de las 16 denominaciones de origen mexicanas, desde 1994.

## Proceso

### Carpintería

#### Obtención de la madera del lináloe
El lináloe u olináloe (del latín lignum aloe, ‘madera aceitosa’), llamado xochicopal en náhuatl (‘copal fino’), es una especie de árbol que crece en la selva baja caducifolia de Guerrero, Morelos, Oaxaca y Puebla, de cuyo fruto se extrae el aromático aceite de lináloe. Ciertas voces han hecho pública su preocupación por la sobreexplotación y disminución de la población de lináloe, relacionada, en parte, con la producción artesanal de Olinalá según el INIFAP.
La madera del lináloe es muy apreciada para la fabricación de olinalá por su característica fragancia. También se trabajan otras maderas como el cedro rojo o el ayacahuite. Para potenciar este olor, se debe de someter al árbol, aun en vida, a un proceso de «cala», que consiste en hacerle varias incisiones  longitudinales al tronco con un machete. Con esto se provoca que el árbol mande la savia a la herida. Este procedimiento se realiza durante la estación lluviosa, en los meses de agosto y septiembre. La savia y el agua reaccionan, y generan una textura «veteada» o «marmoleada» de manchas oscuras en la madera, que es precisamente el aceite esencial oloroso tan deseado.
También existen productores que no aplican el proceso de «cala», lo que abarata el precio final pero no confiere tanta fragancia al mueble.

#### Trabajo con la madera del lináloe
En función del mueble, el trabajo que se le deba aplicar puede variar, aunque por lo general, las tablas de madera pasan por varios tratamientos, primero por un cepillado para alisarla, luego se arma el baúl o mueble y se aplica el insecticida. Después de unos días de reposo se resana y se lija, con el propósito de obtener una pieza lo más lisa posible. Las tablas no son muy grandes debido al tamaño natural del árbol, por lo que los muebles resultantes tampoco los serán.

### Lacado
En el «lacado» (laqueado) o barnizado, la piedra dolomita, llamada tóctetl, es el componente más importante (90 %). Es una roca que abunda en la región, se extrae y se deshidrata en fuego, para luego molerse en un metate hasta hacerse polvo y se mezcla con carbón de encino (llamado «nanche»), que le confiere el color negro, o pigmento de color. Los pigmentos se obtienen de diferentes fuentes, todas naturales, como pétalos de flor o cochinillas. La segunda capa es el tecoxtle, un óxido de hierro que se mezcla con aceite de chía (chamate) y sirve como agente aglutinante. La tercera capa es el texicaltetl o tezicaltetl, que es carbonato de calcio. Este se mezcla con la tierra o tono deseado y al producto resultante se le llama tlapezole. El aceite de chía y el tezicaltetl son las materias que le dan brillo al barniz. Todas las capas deben quedar uniformes, con, por ejemplo, bruñidores de cuarzo, y una vez acabado el lacado se deja reposar de 10 a 15 días, cuando se pasa al rayado. Así las definió Alzate en su publicación del siglo XIX: 

Las tierras para la composición de la pintura son:
    1. Tezicaltetl, piedra engranizada embutida en una piedra ó cantera. Tezicaltetl quiere decir apedrearse
    2. Toctetl, piedra soterrada
    3. Tecostli, piedra amarilla
    4. Tlalxococ, piedra agria ó amarilla. Tlalxococ quiere decir piedra transparente y por eso parecida al copal
    5. Tejotlali, piedra azul.
Se reducen á polvo sumamente fino, á fuerza de brazo en unas piedras de moler que llaman en el pais tlalmetates: piedra ó molino de moler tierra. Para pintar las jicaras de cualquiera color, se raspan y limpian primeramente, y despues de secar se untan bien con aceite de chia …
Gacetas de literatura de México (1831) José Antonio Alzate [modificado]

### Proceso de ornamentación

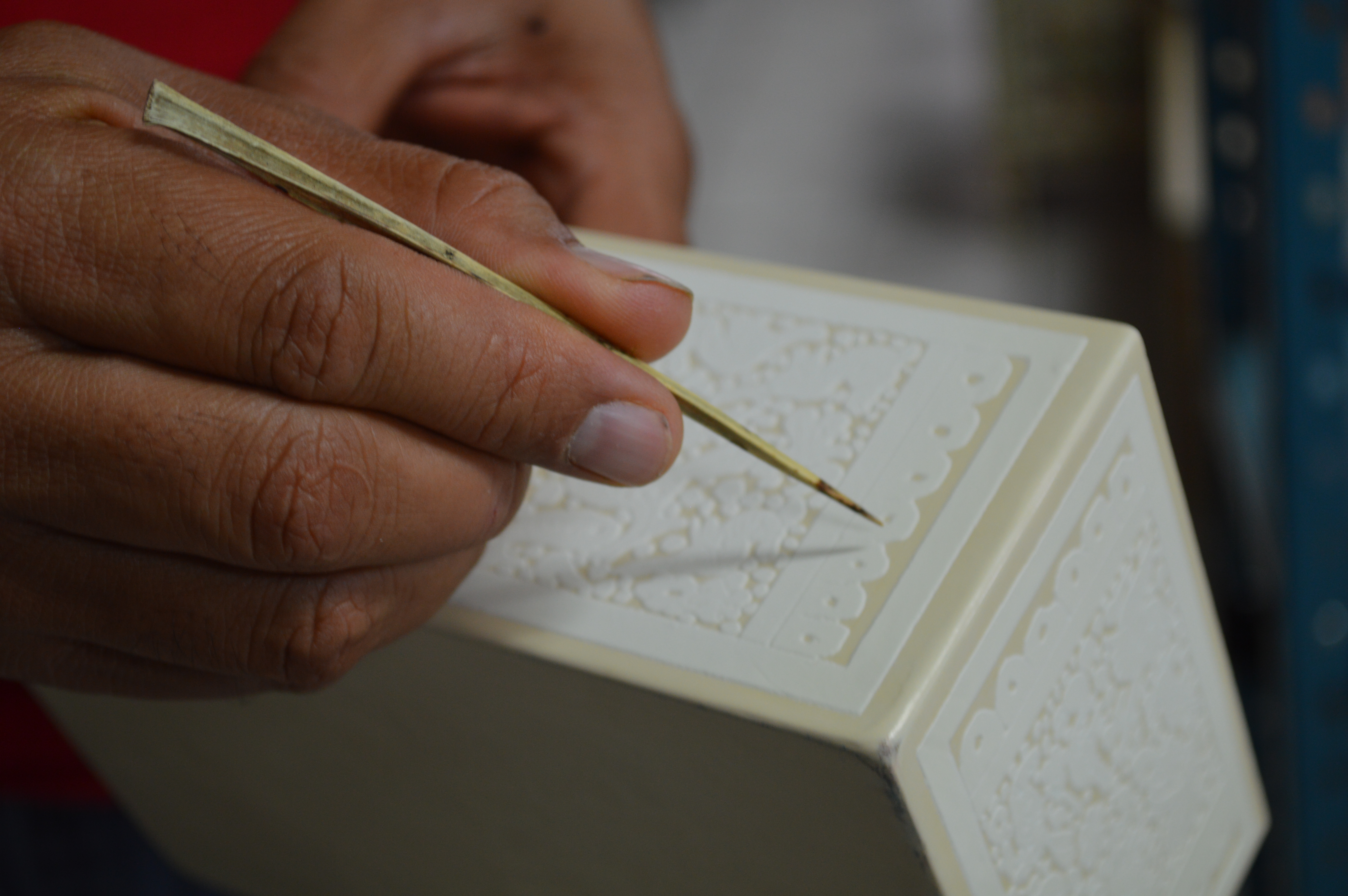
Rayado blanco sobre blanco con pluma de guajolote

#### Esgrafiado o «rayado»
El rayado, desdibujo, vaciado o recortado son formas locales de llamar al esgrafiado, que consiste en dibujar haciendo incisiones en la laca con una pluma de guajolote en cuya punta lleva insertada una espina de maguey o de huizache. Cada dibujante tiene su estilo, aunque los motivos más recurrentes son flora y fauna.

#### Aplicación de metales preciosos
La artesanía de Olinalá incluye a menudo la incrustación de metales preciosos, como oro o plata, que se realiza agregando una fina capa del metal sobre el lacado y el rayado, y requiere de los utensilios necesarios para la joyería y la manipulación de metales (pomazón, pinzas, etc.)

#### Pintura o «dorado»
La última parte es el pintado. Se usan pinceles con punta muy fina, hechos de pluma de guajolote en cuya punta hay insertada un pelo de gato. Gracias a ello se pueden pintar motivos muy elaborados, que llegan a cubrir la totalidad de la superficie de la caja o mueble. Se usan pigmentos naturales en polvo mezclados con sisa, es decir, pintura al óleo. En este caso también cada pintor tiene su estilo propio, aunque las flores suelen ser el motivo más frecuente. Las formas abstractas, geométricas y los animales también son muy comunes. Los dibujos son sencillos de estilo naíf y muy coloridos, lo cual hace un bello contraste con el negro brillante de la caja.

### Recomendaciones para la conservación de la madera
La madera del lináloe es una madera dulce para una gran variedad de larvas y polillas, por lo que se debe de aplicar un insecticida. Además, es común que el olor disminuya con el tiempo hasta que, eventualmente, se pierda. Para alargar la vida del perfume, es recomendable mantener la caja cerrada, alejada de la luz solar directa y aplicarle cada cierto tiempo aceite de lináloe, extraído del fruto del mismo árbol.

## Conservación y promoción del olinalá
Para la conservación y promoción de esta artesanía, en 2013 se fundó la Unidad de Capacitación para el Trabajo de Olinalá (UCAT Olinalá), asociado al Instituto de Capacitación para el Trabajo del Estado de Guerrero (ICATEGRO) al igual que el UCAT de Taxco, que en vez de técnicas de laquería se especializó en metales preciosos (Taxco es conocido por su tradición minera y metalera; de hecho, de aquí provienen las bisagras que se usan en las cajas de Olinalá). En este centro se imparten clases de carpintería, barniz tradicional (extramuros), técnica de «rayado», aplicación de hoja de oro y técnica de «dorado».

## Denominación de origen
El 5 de septiembre de 1994, el Diario Oficial de la República anunció la protección de la artesanía de Olinalá como Denominación de Origen (DO), la cual fue concedida mediante la resolución publicada el 18 de noviembre del mismo año vinculándola a la región geográfica del municipio de Olinalá, en el estado de Guerrero.
A nivel internacional, el gobierno mexicano registró la denominación de origen ante la Organización Mundial de la Propiedad Intelectual, conforme al Sistema de Lisboa, en marzo de 1995, para la misma región.
Esta denominación supone el compromiso del Gobierno de México en el rescate, la preservación y la promoción de este arte prehispánico. También supone la creación de un Consejo Regulador (CR Olinalá) y una estandarización de la calidad de las piezas, que es clave para evitar, por un lado, engaños y suplantaciones, y por el otro, la degradación o abaratamiento del proceso original (por ejemplo, buscando otros materiales más baratos o saltándose pasos clave, o tecnificando el proceso). Esta tipificación fue elaborada en conjunto por el CR y la UNAM.